# زین‌پشت جزیره جنوبی
زین‌پشت جزیره جنوبی (نام علمی: Philesturnus carunculatus) نام یک گونه از تیره غبغبکی‌های نیوزیلند است.

## نگارخانه

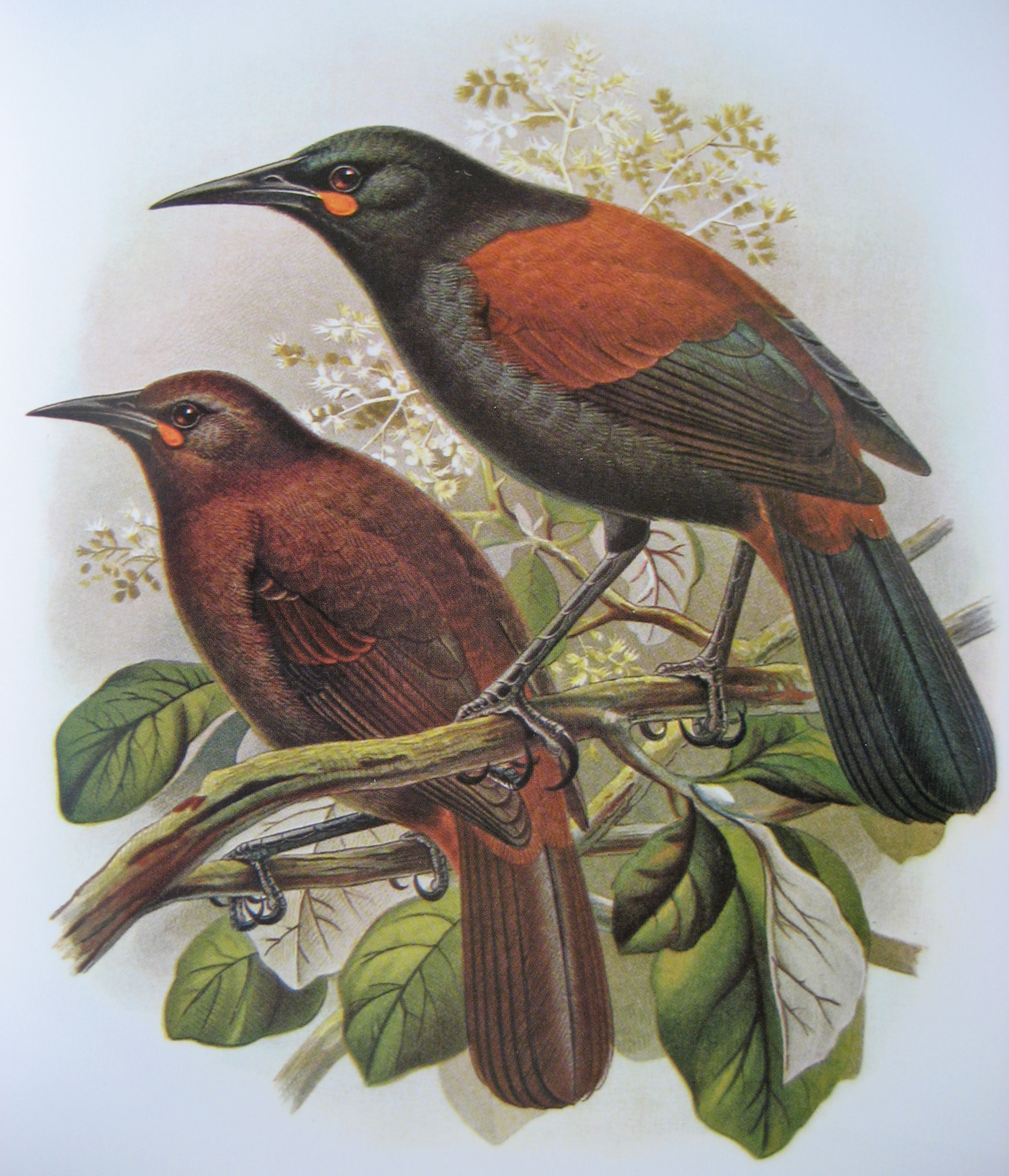
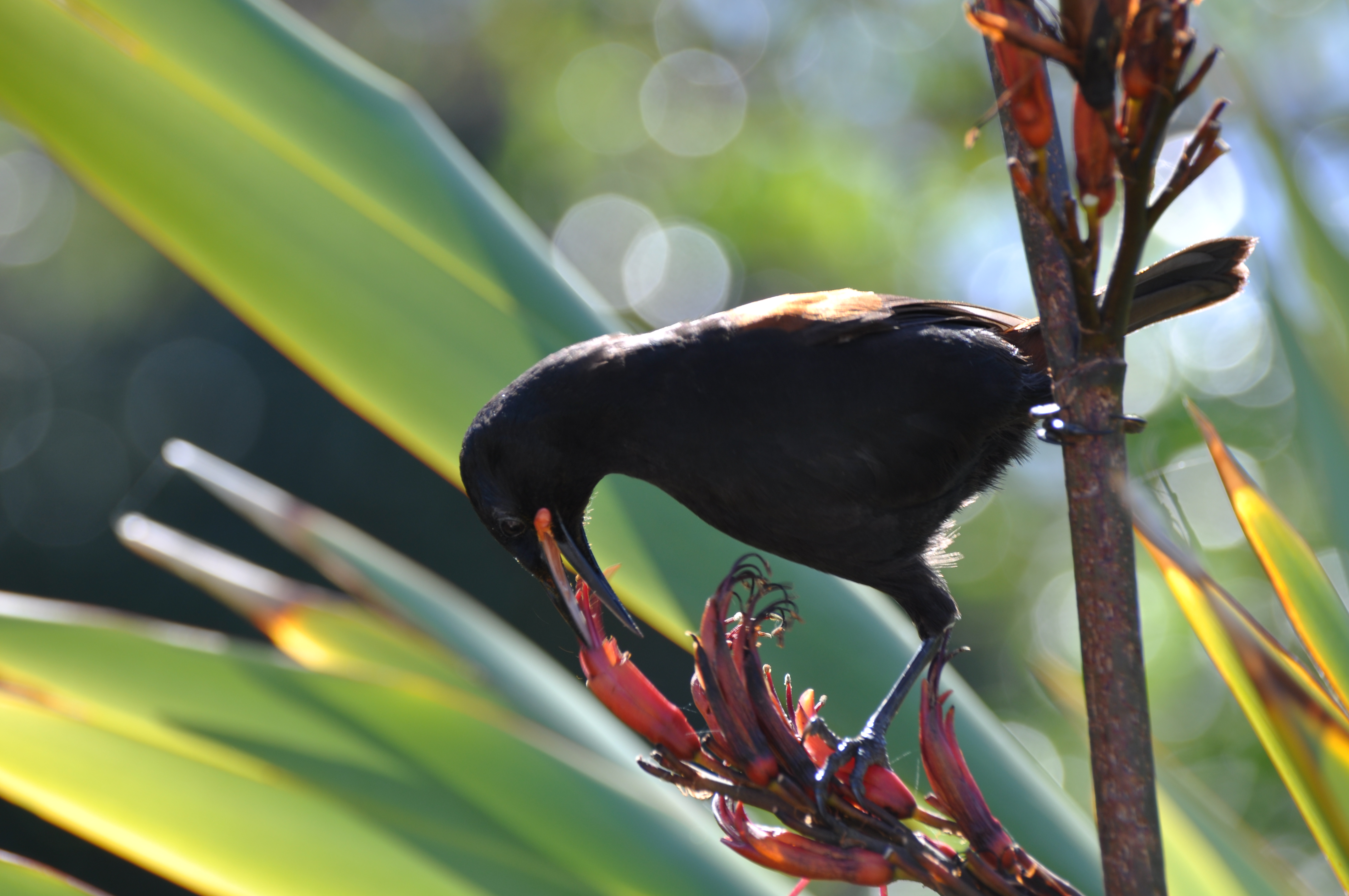
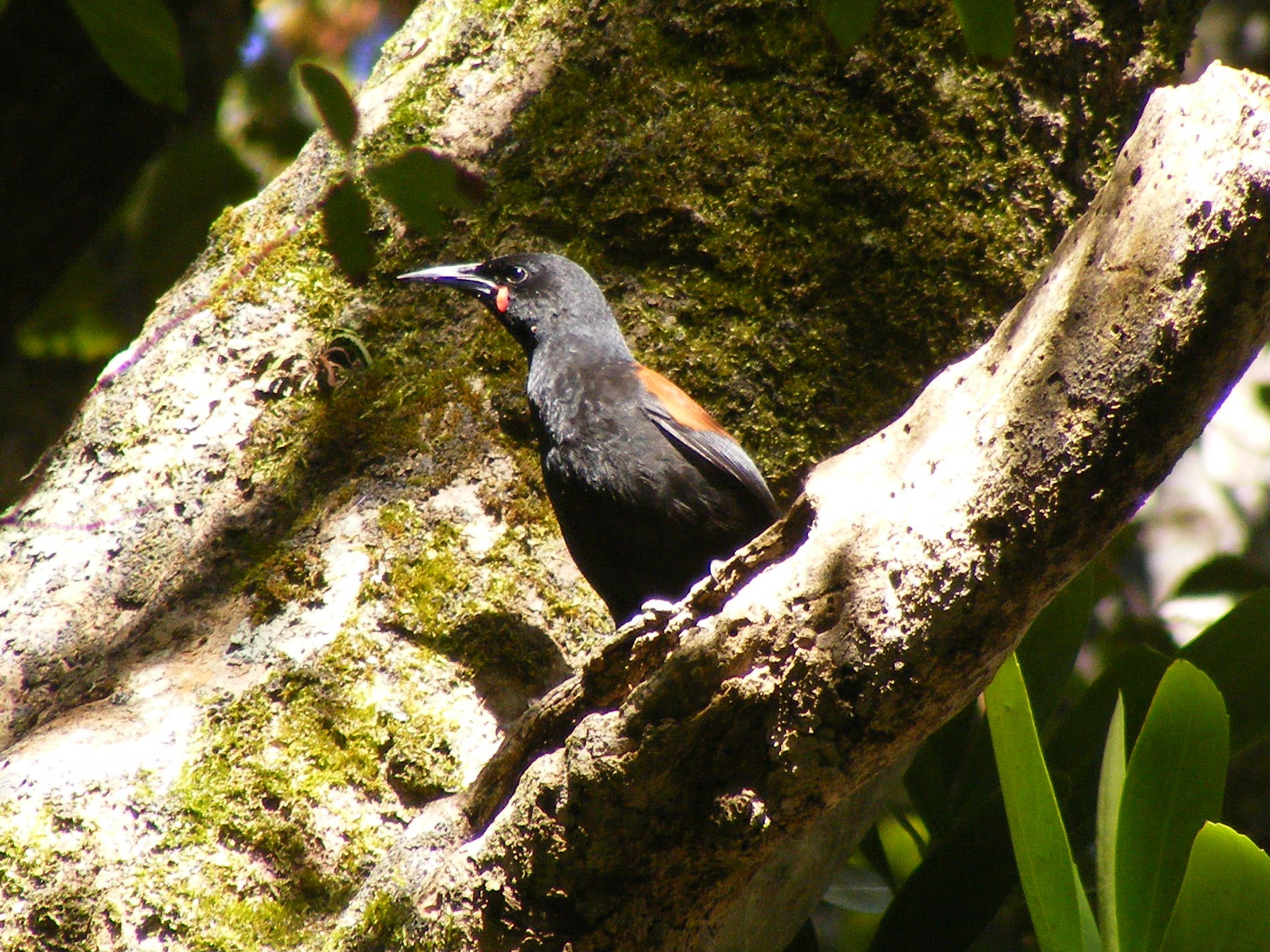